# Oxira diluta
Oxira diluta är en fjärilsart som beskrevs av Barend J. Lempke 1962. Oxira diluta ingår i släktet Oxira och familjen nattflyn. Inga underarter finns listade i Catalogue of Life.